# 便所主題餐廳

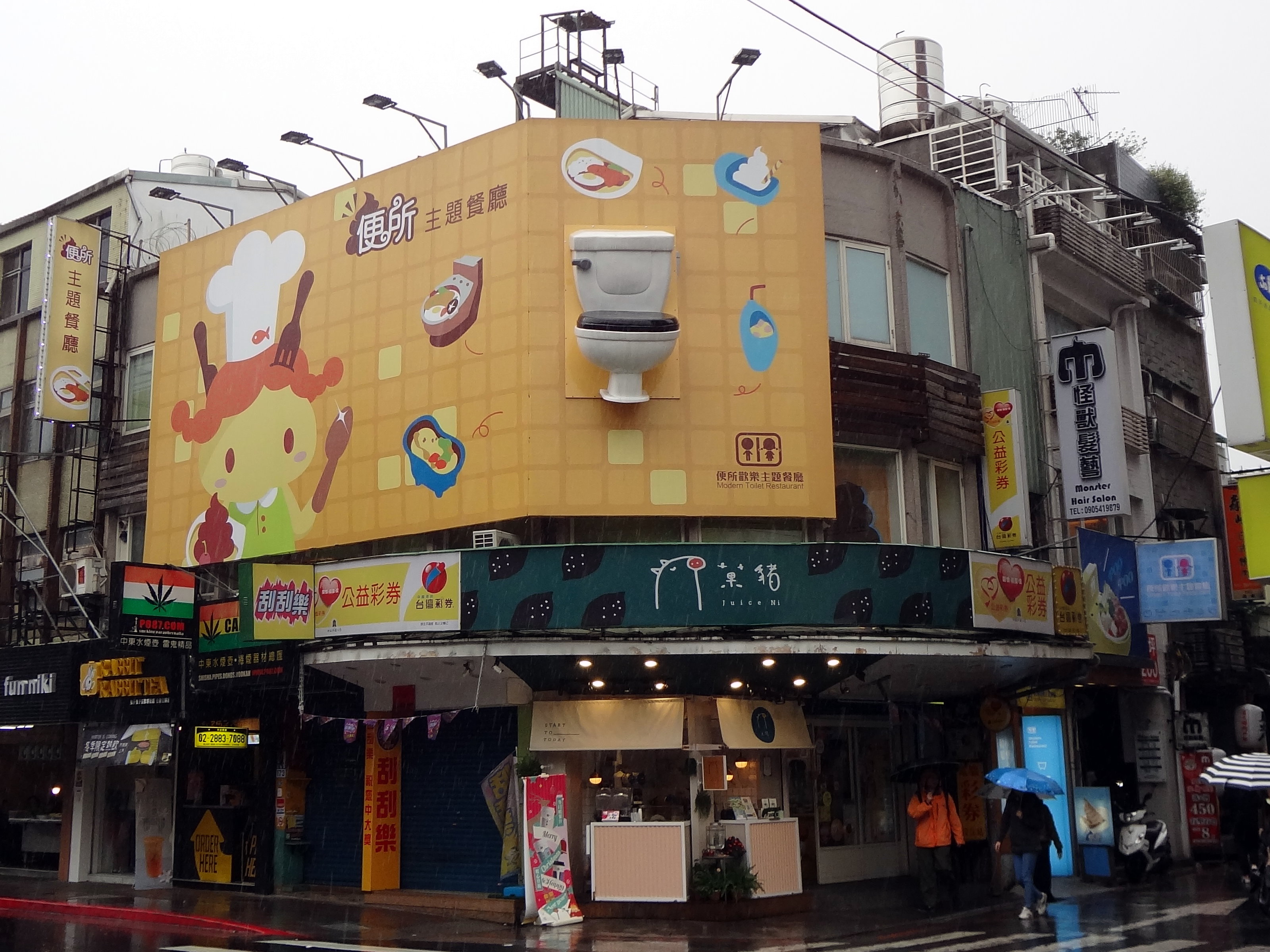
便所歡樂主題餐廳台北士林店

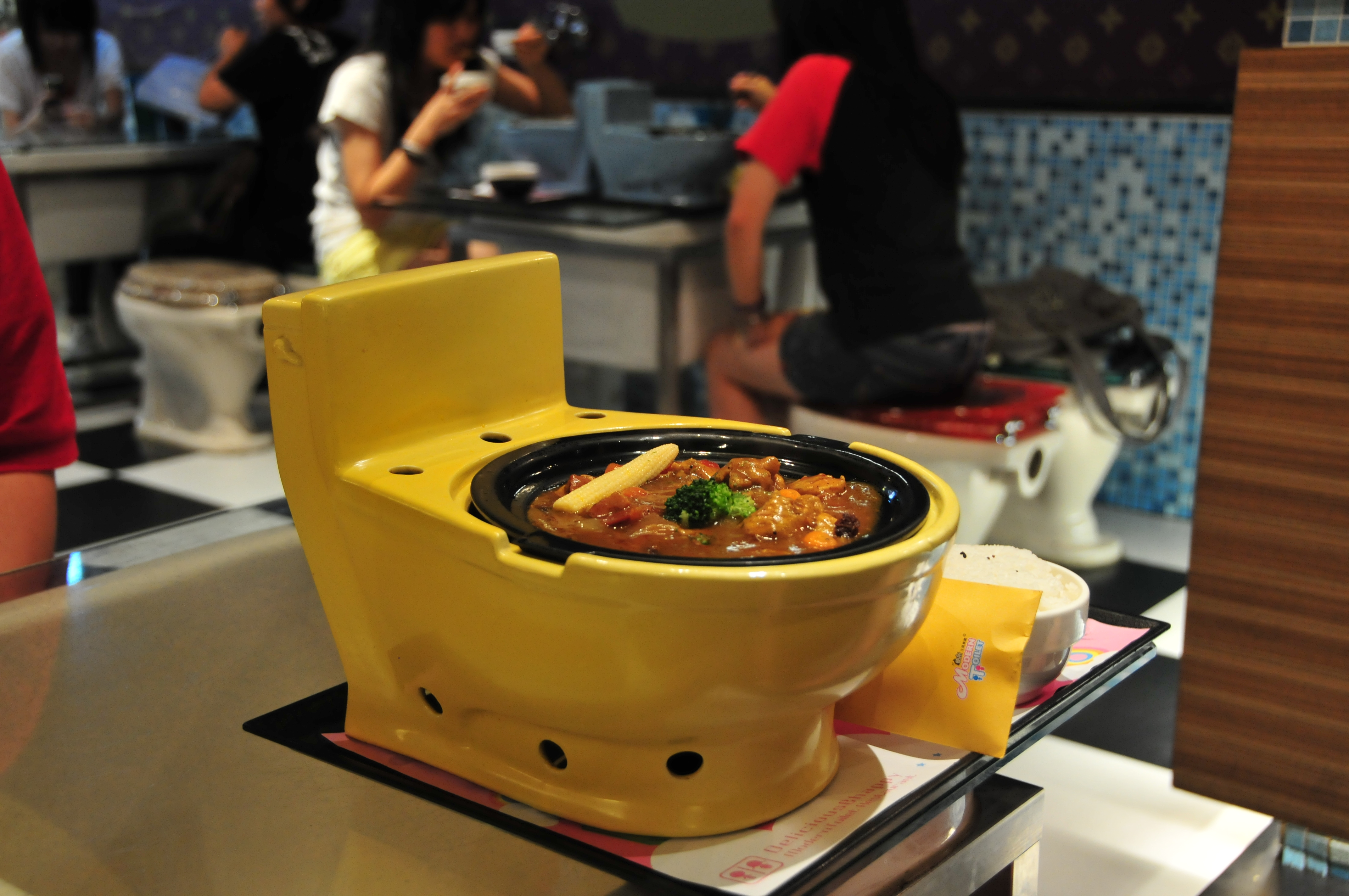
便所歡樂主題餐廳台北士林店的食物。

便所歡樂主題餐廳，（英語：Modern Toilet Restaurant，舊名MARTON主題美食館、便所主題餐廳，又稱馬桶餐廳），第一家店面於2004年6月開設於高雄市林泉街，目前在台灣約有13家分店，並且在2006年4月改為現在的店名。
2007年9月於香港開設分店，2008年12月於深圳東門開設分店。
這家連鎖餐廳的主要特色，是一些外觀模仿成廁所或廁所設備的裝潢與餐具，以及宣稱看似糞便或嘔吐物的食物。

## 外部連結
- 便所主題餐廳官方網站（页面存档备份，存于）（中文）
- 便所主題餐廳(一中店)的Facebook專頁